# 開鎖工具
開鎖工具是一種用於開啟各類鎖具的工具，具有鑰匙的功能及雛型，部份開鎖工具可依開啟鎖具時的定位點，製作出一樣的鑰匙用以開啟原鎖；一種開鎖工具可以開啟同類型具不同鑰匙的“鎖具”。各种类型的锁都有它所对应的开锁工具。开锁工具时常被一部分人利用进行入室偷盗。